# فرقه سنت لوزارس
فرقه سنت لوزارس (انگلیسی: Order of Saint Lazarus)، فرقه‌است از فرقه‌های ایجاد شده در طول جنگ‌های صلیبی در اورشلیم که در سال ۱۱۹۱ میلادی در بیمارستان لپر اورشلیم تشکیل شد که هدف آن‌ها مراقبت و حفاظت از مسیحیان بود. این فرقه در سال ۱۱۴۲ توسط پادشاه اورشلیم، فولک به رسمیت شناخته شد و تبدیل به زیرشاخه‌های فرقه نظامی اصلی همچون شوالیه‌های هوسپیتالر در اورشلیم شد.